# Индијана (Пенсилванија)
Индијана (енгл. Indiana) град је у америчкој савезној држави Пенсилванија.

## Демографија
По попису из 2010. године број становника је 13.975, што је 920 (-6,2%) становника мање него 2000. године.
| Група             | 2000.          | 2010.          |
| Белци             | 13.526 (90,8%) | 12.294 (88,0%) |
| Афроамериканци    | 773 (5,2%)     | 925 (6,6%)     |
| Азијати           | 281 (1,9%)     | 315 (2,3%)     |
| Хиспаноамериканци | 178 (1,2%)     | 281 (2,0%)     |
| Укупно            | 14.895         | 13.975         |